# Triathlon aux Jeux asiatiques de 2014
Navigation
Édition précédente Édition suivante
Les compétitions de triathlon aux Jeux asiatiques de 2014 se déroulent les 19 et 26 septembre 2014 à Incheon, une ville sud-coréenne bordant la mer Jaune en Corée du Sud. Trois épreuves, une féminine, une masculine et une en relais mixte sont au programme.

## Médaillés
Hommes
| Epreuve    | Or            | Argent           | Bronze     |
| ---------- | ------------- | ---------------- | ---------- |
| Individuel | Yūichi Hosoda | Hirokatsu Tayama | Faquan Bai |

Femmes
| Epreuve    | Or      | Argent   | Bronze        |
| ---------- | ------- | -------- | ------------- |
| Individuel | Ai Ueda | Juri Ide | Lianyuan Wang |

Relais par équipes
| Epreuve                  | Or    | Argent       | Bronze |
| ------------------------ | ----- | ------------ | ------ |
| Relais par équipes Mixte | Japon | Corée du Sud | Chine  |

## Résultats
| Position           | Athlète               | Nation       | Temps           | écart      |
| ------------------ | --------------------- | ------------ | --------------- | ---------- |
| Médaille d'or      | Ai Ueda               | Japon        | 2 h 1 min 47 s  | /          |
| Médaille d'argent  | Juri Ide              | Japon        | 2 h 3 min 7 s   | 1 min 20 s |
| Médaille de bronze | Lianyuan Wang         | Chine        | 2 h 3 min 13 s  | 1 min 26 s |
| 4                  | Yuting Huang          | Chine        | 2 h 3 min 18 s  | 1 min 31 s |
| 5                  | Long Hoi              | Macao        | 2 h 3 min 20 s  | 1 min 33 s |
| 6                  | A Reum Jo             | Corée du Sud | 2 h 6 min 55 s  |            |
| 7                  | Maria Claire Adorna   | Philippines  | 2 h 9 min 5 s   |            |
| 8                  | Leanne Szeto Shiu Yan | Hong Kong    | 2 h 10 min 15 s |            |
| 9                  | Marion Kim Mangrobang | Philippines  | 2 h 13 min 18 s |            |
| 10                 | Karolina Solovyova    | Kazakhstan   | 2 h 19 min 15 s |            |

| Position           | Athlète                | Nation       | Temps           | écart      |
| ------------------ | ---------------------- | ------------ | --------------- | ---------- |
| Médaille d'or      | Yuichi Hosoda          | Japon        | 1 h 49 min 11 s | /          |
| Médaille d'argent  | Hirokatsu Tayama       | Japon        | 1 h 49 min 24 s | 13 s       |
| Médaille de bronze | Bai Faquan             | Chine        | 1 h 49 min 41 s | 30 s       |
| 4                  | Valentin Meshcheryakov | Kazakhstan   | 1 h 51 min 4 s  | 1 min 53 s |
| 5                  | Xu Zheng               | Chine        | 1 h 51 min 24 s | 2 min 13 s |
| 6                  | Kim Ji-Hwan            | Corée du Sud | 1 h 51 min 53 s |            |
| 7                  | Lawrence Fanous        | Jordanie     | 1 h 52 min 42 s |            |
| 8                  | Hui Wai Wong           | Hong Kong    | 1 h 55 min 17 s |            |
| 9                  | Ayan Beisenbayev       | Kazakhstan   | 1 h 57 min 9 s  |            |
| 10                 | Jonard Saim            | Philippines  | 1 h 59 min 0 s  |            |